# دوروثي مانينغ
دوروثي مانينغ (بالإنجليزية: Dorothy Manning)‏ هي رسامة نيوزيلندية، ولدت في 21 أغسطس 1919، وتوفيت في 31 مايو 2012 في نيبيار في نيوزيلندا.